# Čierna Voda
Čierna Voda este o comună slovacă, aflată în districtul Galanta din regiunea Trnava. Localitatea se află la altitudinea de 117 m deasupra n.m., se întinde pe o suprafață de 12,14 km2 și în 2017 număra 1.375 de locuitori.

## Istoric
Localitatea Čierna Voda este atestată documentar din 1217.

## Demografie
| An:                | 1994 | 2004   | 2014   | 2024   |
| ------------------ | ---- | ------ | ------ | ------ |
| Număr de persoane: | 1321 | 1410   | 1377   | 1397   |
| Diferență:         |      | +6,73% | −2,34% | +1,45% |

| An:                | 2023 | 2024   |
| ------------------ | ---- | ------ |
| Număr de persoane: | 1408 | 1397   |
| Diferență:         |      | −0,78% |